# 李利 (1962年)
李利（1962年9月—）。男，汉族，江西信丰人。赣南医学专科学校医疗系医疗专业毕业。

## 生平
1978年11月，在赣南医学专科学校医疗系医疗专业学习。1981年11月参加工作，任大余县人民医院外科医生。1984年11月，任大余县人民医院外科副主任。1985年8月加入中国共产党。1988年8月，任大余县人民医院外科主任。1992年8月，任大余县人民医院院长。1993年11月，任大余县卫生局局长，县人民医院院长。1994年12月，任赣州地区卫生局副局长兼大余县卫生局局长。1995年2月，任赣州地区卫生局副局长、党组成员。1997年1月，兼任赣州地区人民医院院长（正处级）、党委副书记。1999年7月，任江西省卫生厅副厅长、党组成员，厅直属机关党委书记（其间：1997年8月至1999年12月，在中央党校函授学院经济管理专业学习；2000年9月至2002年6月，在中国社科院经济法专业研究生课程班学习）。2005年4月，任江西省卫生厅副厅长、党组副书记（其间：2003年9月至2006年7月，在中央党校经济学专业在职研究生班学习）。2007年3月，任江西省卫生厅厅长。2013年12月，任江西省卫生和计划生育委员会主任。2016年12月，任江西省人民政府副省长。2018年3月，调任新成立的国家药品监督管理局副局长、党组书记、国家市场监督管理总局党组成员，2023年9月，接替焦红担任国家药品监督管理局局长。
2008年，当选第十一届全国人民代表大会江西地区代表。2013年，当选第十二届全国人民代表大会江西地区代表。